# Jan Axelsson (SVT)
För journalisten, se Jan Axelsson (journalist).
Jan Erling Arthur Axelsson, född 19 september 1947 i Nässjö, är en svensk journalist som haft flera ledande positioner inom Sveriges Televisions nyhetsverksamhet.

## Biografi
Axelsson är sedan 1971 gift med författaren Majgull Axelsson.

## Arbetsliv
Axelsson började som journalist 1968 och arbetade under flera år som journalist inom dags- och fackförbundspress. 1982–1988 var han redaktionschef för A-pressens Stockholms-redaktion som var gemensam nyhetsbyrå för A-pressens dags- och veckotidningar. Jan Axelsson har även arbetat som presschef i LO under 70-talet.
Han anställdes i SVT som inrikeschef på nyhetsprogrammet Rapport 1988. Under åren 1992–2000 var han redaktionschef och ansvarig utgivare för Rapport. 2000–2002 var han chef för SVT:s centrala nyhetsdesk och till 2004 SVT:s nyhetschef.
I september 2004 efterträdde han Eva Hamilton som enhetschef för SVT Nyheter & Samhälle, vilket innebar att hans ansvarsområde utökades till att inkludera kultur, samhälle och dokumentärer utöver nyheterna. När Hamilton utsågs till VD kom Axelsson att ingå i hennes företagsledning från 2007 som programdirektör för nyheter, current affairs och sport.
År 2013 utsågs Axelsson till ny chef för SVT:s programsekretariat (PRS). I november samma år bytte PRS namn till SVT Programetik.
Den 30 september 2015 avslutades Axelssons anställning vid SVT, men han har fortfarande uppdrag från företaget.[när?] Från den 1 september 2015 är han projektledare för programmet Skavlan.